# Viva Las Vegas (film, 1956)
Pour les articles homonymes, voir Viva Las Vegas.
Pour plus de détails, voir Fiche technique et Distribution.
Viva Las Vegas (Meet Me in Las Vegas) est un film musical américain réalisé par Roy Rowland et sorti en 1956.

## Synopsis
Le film se déroule à l'intérieur et aux alentours de l'hôtel Sands à Las Vegas; un joueur découvre que tout ce qu'il a à faire pour gagner à la roulette est de prendre la main d'une danseuse.

## Fiche technique
- Titre original : Meet Me in Las Vegas
- Réalisation : Roy Rowland
- Scénario : Isobel Lennart
- Lieu de tournage : Las Vegas
- Producteur : Joe Pasternak

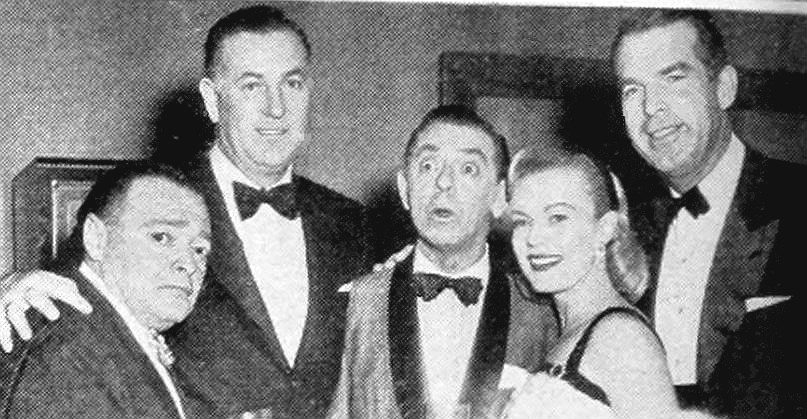
Peter Lorre, Jack Entratter, Eddie Cantor, June Haver et Fred MacMurray lors de la première du film.

- Direction artistique : Cedric Gibbons
- Musique : Albert Sendrey, George Stoll, Robert Van Eps
- Image : Robert J. Bronner
- Montage : Albert Akst
- Durée : 112 minutes
- Dates de sortie :
  - États-Unis : 21 février 1956 : Las Vegas
  - États-Unis : 9 mars 1956
  - France : 2 août 1957

## Distribution
- Dan Dailey (VF : Michel Roux) : Chuck (Charles en VF) Rodwell
- Cyd Charisse (VF : Nelly Benedetti) : Maria Corvier
- Agnes Moorehead (VF : Héléna Manson) : Miss Hattie
- Lili Darvas (VF : Germaine Kerjean) : Sari Hatvany
- Jim Backus (VF : William Sabatier) : Tom Culdane
- Oskar Karlweis (VF : Serge Nadaud) : Lotzi
- Liliane Montevecchi : Lilli
- Cara Williams (VF : Nicole Riche) : Kelly Donavan
- George Chakiris : le jeune groom
- Betty Lynn : la jeune fiancée
- Pete Rugolo : le guide
- John Brascia : Specialty Dancer
- John Harding (VF : Jean Berton) : Charlie (Roger en VF)
- Jack Daly : Meek Husband
- Henny Backus (VF : Marie Francey) : la femme de Bossy
- Jerry Colonna : Jerry Colonna - MC à Silver Springs
- Paul Henreid (VF : Pierre Gay) : Pierre, le manager de Maria
- Benny Rubin : le croupier
- George Chakiris (sous le nom de George Kerris) : le groom
- Lena Horne : Elle-même
- Frankie Laine : Lui-même
- Henry Slate (The Slate Brothers) (VF : Jacques Dynam) : Lui-même

### Acteurs non crédités
- Barry Norton : Patron de casino
- Mel Welles (VF : Albert Augier) : le joueur à la roulette
- Frank Kumagai (VF : Ky Duyen) : Gus (Georges en VF)
- John Eldredge (VF : Louis Arbessier) : un des sept copropriétaires du Sands
- Frank Wilcox (VF : Michel Gudin) : un des sept copropriétaires du Sands
- Roscoe Ates (VF : Henri Charrett) : Scotty
- Lee Tong Foo (VF : Ky Duyen) : Lee
- Peter Lorre (VF : Yves Brainville) : Lui-même

## Nominations et récompenses
George Stoll et Johnny Green ont été nommés pour la meilleure adaptation pour un film musical lors des Oscars en 1957.